# مقاطعة ماديسون (تكساس)
مقاطعة ماديسون (بالإنجليزية: Madison  County)‏ هي إحدى المقاطعات في ولاية تكساس، الولايات المتحدة الأمريكية.